# Trenulețul
«Trenulețul» (с рум. — «Маленький поезд») — песня молдавской фолк-панк-группы Zdob și Zdub и фолк-музыкантов братьев Адваховых. Песня представила Молдавию на «Евровидении-2022». По итогам голосования группа заняла 7-е место.

## Контекст
В песне рассказывается об энергичной и счастливой поездке на поезде между столицами Молдавии и Румынии, Кишинёвом и Бухарестом соответственно. По словам группы, видеоклип, выпущенный на песню, совпал с возобновлением движения поездов между двумя городами.

## Евровидение

### Внутренний отбор
Для конкурса 2022 года молдавская национальная телекомпания Телерадио-Молдова (TRM) транслировала мероприятие в Молдавии и организовала процесс отбора для участия в конкурсе. TRM подтвердили своё намерение участвовать в конкурсе песни «Евровидение 2022» 20 октября 2021 года. С 2008 по 2020 года Молдавия отбирает свою заявку на национальном отборе, а их заявка в 2021 году была выбрана посредством внутреннего отбора. Процедура внутреннего отбора была продолжена в 2022 году после отмены запланированного национального отбора из-за ограничений, связанных с COVID-19.
Прямые прослушивания прошли 29 января 2022 года в TRM Studio 2 в Кишиневе и транслировались на Moldova 1, Moldova 2 и Радио Молдова, а также в Интернете на сайте trm.md и на страницах TRM в Facebook и YouTube. Голоса экспертного жюри выбрали «Trenulețul» в исполнении «Zdob și Zdub» и братьев Адваховых в качестве песни от Молдавии на конкурсе песни «Евровидении-2022». Работы оценивались по таким критериям, как качество голоса и сила композиции. В состав жюри, которое оценивало песни, входили Джета Бурлаку (певица, представитель Молдавии на «Евровидении-2008»), Вали Богян (автор песен), Кристина Скарлат (певица, представитель Молдавии на «Евровидении-2014»), Виктория Кушнир (журналист) и Алёна Мун (певица, представитель Молдавии на «Евровидении-2013»).